# Liaquat Ahamed

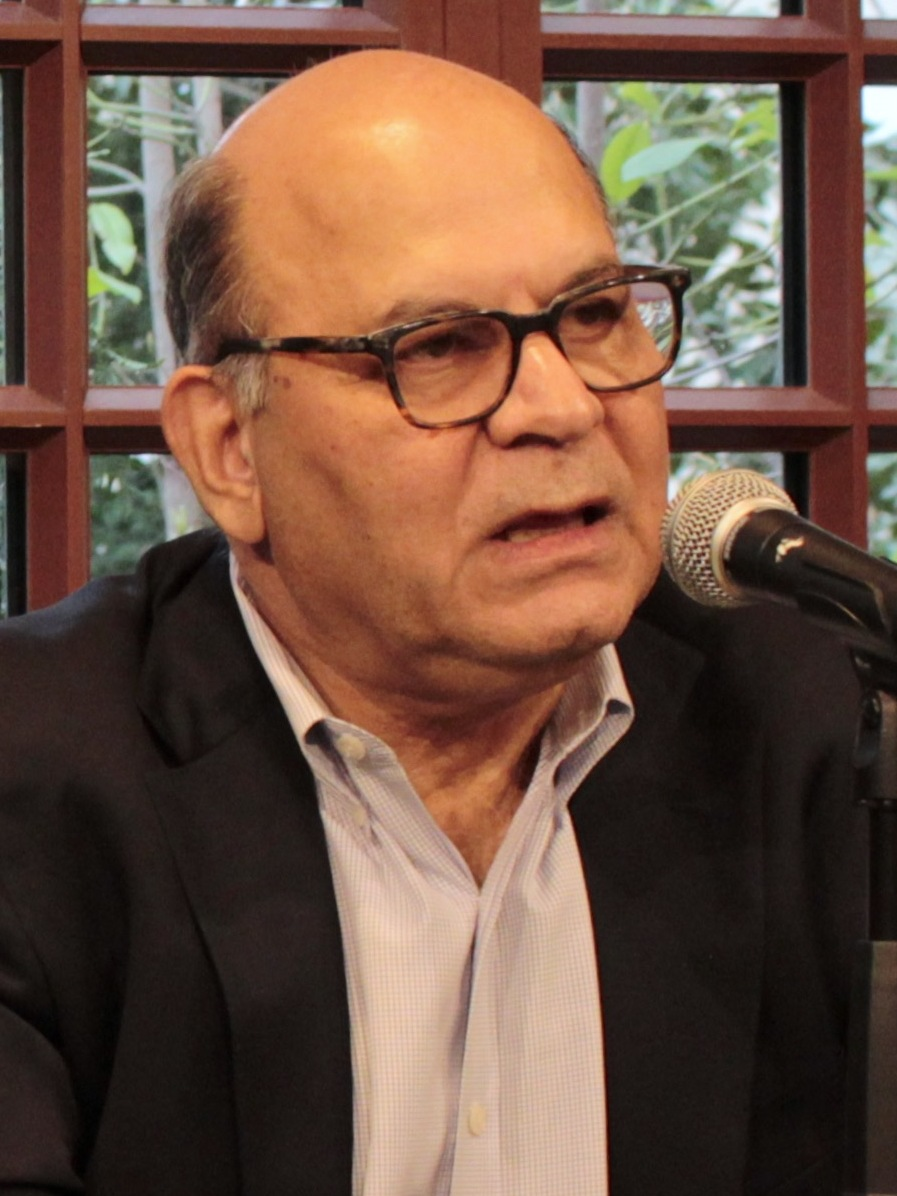
Liaquat Ahamed

Liaquat Ahamed (* um 1953 in Kenia) ist ein indisch-US-amerikanischer Investmentbanker und Sachbuchautor, dessen 2010 erschienenes Buch Die Herren des Geldes den Pulitzer-Preis für Geschichte gewann. Er arbeitete unter anderem für die Weltbank und Fischer, Francis, Trees und Watts, ein Investmentunternehmen mit Sitz in New York City. 2010 beriet er mehrere Hedgefonds und saß im Kuratorium der Brookings Institution.

## Buch
Ahamed veröffentlichte 2009 das Buch Lords of Finance. The Bankers who Broke the World. Es wurde 2010 mit dem Pulitzer-Preis für Geschichte ausgezeichnet.
Das Buch thematisiert Ereignisse, die zur Weltwirtschaftskrise von 1929 führten und die verheerenden Reaktionen großer Zentralbanken. Es porträtiert das Leben und die Handlungen der damaligen Chefs der Zentralbanken der damals vier größten Volkswirtschaften: Benjamin Strong Jr. (Federal Reserve Bank of New York), Montagu Norman (Bank of England), Emile Moreau (Banque de France) und Hjalmar Schacht (Reichsbank).

## Werke
- Liaquat Ahamed: Lords of Finance. The Bankers who Broke the World. Heinemann, London 2009, ISBN 978-0-434-01541-2 (amerikanisches Englisch).
- Liaquat Ahamed: Die Herren des Geldes. Wie vier Bankiers die Weltwirtschaftskrise auslösten und die Welt in den Bankrott trieben. FinanzBuch-Verlag, München 2010, ISBN 978-3-89879-578-4.